# Kymlinge gård

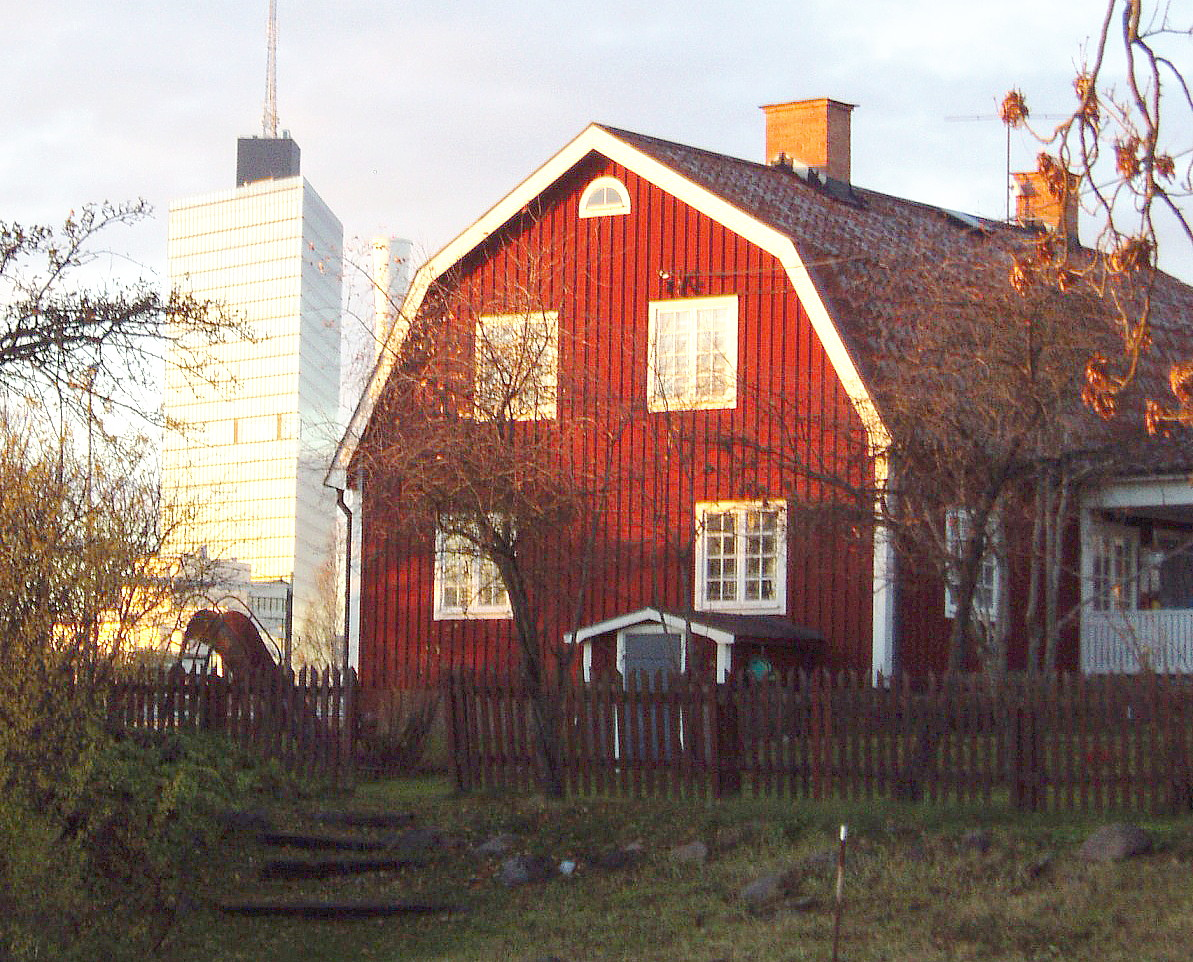
Kymlinge gård, med Kista Science Tower i bakgrunden.

Kymlinge, Övre Kymlinge, är en gård på Sundbybergs kommuns del av Järvafältet, vars mark inte exploaterats som de närliggande områdena Kista och Rissne. På området planerades en stadsdel i likhet med andra förorter som byggts på Järvafältet, men principen med gröna kilar och naturskyddet av den genom området rinnande Igelbäcken med den hotade fiskarten grönlingen har gjort att området fortfarande är naturmark.
Kymlinge by nämns för första gången i skriftliga handlingar år 1347, då som Kymmelinghe. Enligt ortnamnsforskare rör det sig troligen om en tidig utflyttning från Kummelby, som var belägen ca två km norr om Kymlinge, ungefär där Kummelby kyrka idag ligger. "Kymlinge" betyder alltså 'Kummel(by)bornas by'. Utgrävningar pekar på att människor bott på platsen sedan järnåldern. Den nuvarande Kymlinge gård (Övre Kymlinge) tillkom dock först omkring år 1800 i samband med att byn delades. På den gamla bytomten låg Nedre Kymlinge gård kvar, som var bebodd in på 1920-talet. De sista resterna, ett par lador, revs på 1970-talet i samband med att Kymlingelänken byggdes.
Förutom naturvårdsintressen fanns flera orsaker till att Kymlinge inte blev en förort: Flera av de statliga verk och myndigheter som var tänkta att ligga där utlokaliserades i stället till andra delar av Sverige. Dessutom hade intresset att bygga stora förorter mattats betydligt.